# A. A. Allen
Asa Alonso Allen (* 27. März 1911 in Sulphur Rock, Arkansas; † 11. Juni 1970 in San Francisco, Kalifornien) war ein US-amerikanischer Pfingstpastor und Heilungsevangelist.

## Leben
A. A. Allen wurde 1911 in Sulphur Rock, Arkansas geboren. Seine Mutter war indianischer Abstammung und verließ die Familie, als A. A. Allen gerade erst vier Jahre alt war. Durch die Onward Methodist Church in Miller, Missouri fand A. A. Allen 1934 zum christlichen Glauben. Nachdem er die Pfingstlehre angenommen hatte, schloss er sich den Assemblies of God an, durch die er 1936 zum Pastor ordiniert wurde. Er wurde Leiter einer Pfingstgemeinde in Holly, Colorado und ab 1947 in Corpus Christi, Texas.
1949 besuchte er eine Veranstaltung des Heilungsevangelisten Oral Roberts in Dallas, Texas und beschloss hieraufhin sich ebenfalls der Heilungs-Bewegung anzuschließen. Neben Oral Roberts, William Branham und Jack Coe wurde A. A. Allen einer der bekanntesten christlichen Geistheiler des Healing Revivals, dessen Kampagnen-Erfolge Eingang in die von Gordon Lindsay ins Leben gerufene Monatszeitschrift “The Voice of Healing” fanden. Aufgrund seiner Wunderheilungen und Exorzismen wurde er als der „Miracle Man“ und der „Kühnste unter den Kühnen“ (“boldest of the bold”) bezeichnet. Eine weitere Besonderheit seiner Veranstaltungen war, dass sein Lobpreis-Team von Gene Martin – einem Afroamerikaner – geleitet wurde.
Ab 1953 trat A. A. Allen in verschiedenen Radiosendungen auf und war weithin beliebt. Sein landesweiter Ruhm nahm allerdings Schaden, als er 1955 in Knoxville, Tennessee, wegen Alkohol im Straßenverkehr auffällig und zeitweilig festgenommen wurde. A. A. Allen sprach von einer falschen Anschuldigung und einem „Trick des Teufels“, um seinem Dienst zu schaden. Kritiker sahen darin lediglich eine Verschleierung der Alkoholsucht A. A. Allens. Aufgrund der negativen Schlagzeilen und der mangelnden Unterstützung trennte sich Allen von den Assemblies of God und der Voice of Healing Organisation. Fortan trat er als unabhängiger Erweckungsprediger auf, erwarb 1958 das Missionszelt des 1956 verstorbenen Heilungsevangelisten Jack Coe und gründete das Miracle Revival Fellowship. Seine Predigten enthielten zunehmend Kritik an den christlichen Konfessionen, die seiner Meinung nach das Wirken Gottes beschränken würden. Mit der A. A. Allen Revivals Incorporation betrieb A. A. Allen ein eigenes Verlagshaus, das u. a. die Monatszeitschrift Miracle Magazine veröffentlichte. A. A. Allen war ein erfolgreicher Autor und verfasste über 50 Bücher über Geistheilung, die Macht Gottes und Dämonologie. Zudem besaß er ein eigenes Plattenstudio, die „Miracle Revival Recordings“. Als Radio- und Fernseh-Evangelist erreichte A. A. Allen ein großes Publikum und verkündete hierbei, dass Armut ein dämonischer Geist und finanzieller bzw. materieller Wohlstand ein Zeichen des göttlichen Segens (Wohlstandsevangelium) sei. Passend zu seiner Lehre wurde A. A. Allen 1958 ein Stück Land in der Nähe von Palominos, Arizona gespendet, das er in Miracle Valley umbenannte und darauf das Miracle Valley Bible College gründete. Sein Erfolg verhalf ihm u. a. zu einem Artikel im TIME Magazine. A. A. Allen starb 1970 in einem Hotelzimmer in San Francisco, Kalifornien. Kritiker schreiben seinen frühen Tod dem Alkoholexzess zu, während Befürworter seiner Person von einem davon unabhängigen Herzinfarkt ausgehen.
Sein Werk wird heute durch die “A. A. Allen Ministries” in Tucson, Arizona fortgesetzt.

## Kritik an den Heilungswundern
Das FBI führt eine Akte über A. A. Allen, da er beschuldigt wurde im Jahr 1958 auf einer Evangelisationsveranstaltung in Texas Fake-Heilungen durchgeführt zu haben. Ebenso sollen zwei Personen im Rahmen dieser Veranstaltungen verstorben sein.

## Schriften (Auswahl)
- Receive Ye the Holy Ghost
- The Price of God’s Miracle Working Power
- Visitation from God
- Let My People Go
- Demon Possession Today and How to be Free (1953)
- My Vision of the Destruction of America: or Will Russia Invade America? (1954)
- God’s Gurantee to Heal You (1968)
- Born to Lose, Bound to Win (1970 Autobiografie)